# G. Verner J. Gustafsson
G. Verner J. Gustafsson, finski general, * 1890, † 1959.